# East Rockaway
East Rockaway es una villa ubicada en el condado de Nassau en el estado estadounidense de Nueva York. En el año 2000 tenía una población de 10.418 habitantes y una densidad poblacional de 3.942,0 personas por km². East Rockaway se encuentra dentro del pueblo de Hempstead.

## Geografía
East Rockaway se encuentra ubicada en las coordenadas 40°38′37″N 73°40′1″O / 40.64361, -73.66694. Según la Oficina del Censo, la ciudad tiene un área total de 2,7 km² (1 mi²), de la cual 2,6 km² (1 mi²) es tierra y 0,1 km² (0 mi²) (3.70%) es agua.

## Demografía
Según la Oficina del Censo en 2000 los ingresos medios por hogar en la localidad eran de $59,911, y los ingresos medios por familia eran $78,363. Los hombres tenían unos ingresos medios de $50,365 frente a los $36,387 para las mujeres. La renta per cápita para la localidad era de $30,601. Alrededor del 3.5% de la población estaban por debajo del umbral de pobreza.